# 1904
Прекрасна епоха • Промислова революція •  Колоніальні імперії •  Національно-визвольні рухи • Робітничий рух

## Геополітична ситуація
У Російській імперії царює імператор Микола II (до 1917). Росії належить більша частина України, значна частина Польщі, Бессарабія, Закавказзя, Фінляндія, Бухарське ханство, Хівинське ханство. Україну розділено між двома державами — Королівство Галичини та Володимирії належить Австро-Угорщині, Правобережжя, Лівобережжя та Крим — Російській імперії.
В Османській імперії править султан Абдул-Гамід II (до 1909). Під владою османів перебувають Близький Схід, Середземноморське узбережжя Північної Африки частина Балкан, автономна Болгарія.
В Австро-Угорщині володарює Франц-Йосиф I (до 1916). Імперія охоплює, крім австрійських та угорських земель, Хорватію, Трансильванію, Богемію та Галичину. В Німецькій імперії править Вільгельм II (до 1918). Імперія має колонії в Африці та в Тихому океані.
Третя французька республіка має колонії в Алжирі, Карибському басейні, Південній Америці в Індокитаї. Королівство Іспанія очолює Альфонс XIII (до 1931). У Португалії править Карлуш I (до 1908). Португалія має володіння в Африці, Індії, Індійському океані й Індонезії.
У Великій Британії править Едуард VII (до 1910). Британська імперія має колонії в Північній Америці, на Карибах, в Африці, в Тихоокеанії та в Індостані. Королівство Нідерланди очолює королева Вільгельміна (до 1948). Король Данії та Норвегії — Кристіан IX (до 1906), Оскар II сидить на шведському троні (до 1907), на троні Королівства Італія сидить Віктор-Емануїл III (до 1943).
Посаду президента США утримує за собою Теодор Рузвельт. Територію на півночі північноамериканського континенту займає Канадська конфедерація (домініон Великої Британії), територія на півдні континенту належить Мексиці.
В Ірані при владі Каджари. Владу над Індостаном та Бірмою утримує Британська корона, над В'єтнамом, Лаосом і Камбоджею — Франція. У Сіамі править династія Чакрі. У Китаї володарює Династія Цін. У Японії триває період Мейдзі. Корейський півострів займає Корейська імперія.

## Події

### В Україні
- 22 січня у Запоріжжі відкрилася універсальна наукова бібліотека.
- 8 липня почався Бориславський страйк.
- Введено в експлуатацію другу ділянку лінії Катерининської залізниці (Кривий Ріг — Олександрівськ — Царекостянтинівка).
- У Станіславові споруджено пасаж Гартенбергів.
- Леся Українка написала п'єсу «На руїнах».

### У світовій політиці
- 12 січня у німецькій Південно-Західній Африці спалахнуло повстання гереро.
- 8 лютого нападом японців на Порт-Артур почалася Російсько-японська війна.
- 31 березня відбулася перша битва британської експедиції до Тибету, в якій британці здобули перемогу.
- 8 квітня Велика Британія та Франція уклали Сердечну угоду.
- 27 квітня в Австралії уперше в світі до влади прийшли лейбористи.
- 16 червня фінський націоналіст Ейґен Шауман застрелив генерал-губернатора Фінляндії Миколу Бобркова.
- 3 серпня британці захопили Лхасу.
- 11 серпня німці виграли битву біля Ватербергу, вирішальну для придушення повстання гереро.
- 8 листопада на президентських виборах у США Теодора Рузвельта переобрано на другий термін.

### У суспільному житті
- У Сент-Луїсі (Міссурі, США) відбулася Всесвітня виставка, до програми якої входили треті Олімпійські ігри.
- Встановлено сигнал лиха CQD.
- Гелфорд Джон Маккіндер сформулював теорію Гартленду.
- Роджер Кейсмент опублікував звіт про бельгійські жорстокості в Конго.
- Алістер Кроулі написав «Книгу закону», започаткувавши рух телема.
- Почалося спорудження Панамського каналу.
- Чарльз Роллс та Генрі Ройс домовились про спільне виробництво автомобілів роллс-ройс.
- У Новій Зеландії взято під охорону дельфіна Пелоруса Джека.
- Відкрилася перша лінія Нью-Йоркського метрополітену

#### Нобелівська премія
- з фізики — Джон Вільям Стретт (Лорд Рейлі) «За дослідження густини найпоширеніших газів і за відкриття аргону в ході цих досліджень»
- з хімії — Вільям Рамзай, «На знак визнання відкриття їм в атмосфері різних інертних газів і визначення їх місця в періодичній системі»
- з медицини та фізіології — Павлов Іван Петрович, «На знак визнання праць з фізіології травлення…»
- з літератури — Фредерик Містраль «За свіжість і оригінальність поетичних творів…», та Хосе Ечеґарай-і-Ейсаґірре «За численні заслуги у відродженні традицій іспанської драми»
- премія миру — Інститут міжнародного права

### У науці
- Йоганнес Франц Гартман відкрив існування міжзоряного газу.
- Джон Амброуз Флемінг запатентував використання діода в радіо.
- Анрі Пуанкаре побудував сферу Пуанкаре, що дозволило йому сформулювати гіпотезу свого імені.
- Ернст Цермело сформулював аксіому вибору.
- Джозеф Джон Томсон запропонував модель атома, яка отримала назву модель сливового пудинга.

### У мистецтві
- Джозеф Конрад опублікував роман «Ностромо».
- Побачив світ роман Джека Лондона «Морський вовк».
- Френк Баум видав книгу «Дивовижна країна Оз», другу в циклі.
- Відбулася прем'єра п'єси Джеймса Баррі про Пітера Пена, на основі якої незабаром буде написано книгу.
- Прем'єра опери Джакомо Пуччіні «Мадам Баттерфляй» зазнала фіаско, але перероблена версія з Соломією Крушельницькою була тріумфом.
- Завершилося спорудження музею Боде в Берліні.

### У спорті
- 21 травня у Парижі засновано Міжнародну федерацію футболу Асоціації (ФІФА).
- В американському місті Сент-Луїс відбулися треті Олімпійські ігри.
- Засновано футбольні клуби Бенфіка (Лісабон) у Португалії, Ботафогу (Ріо-де-Жанейро) у Бразилії, Гетеборг у Швеції, Лідс Сіті в Англії, Шальке 04 у Німеччині.

### Аварії й катастрофи
- 31 березня — російський ескадрений броненосець «Петропавловськ» затонув біля Порт-Артура після підриву на мінній банці і детонації боєзапасу, загинуло 650 людей.
- 15 травня — японський крейсер «Йосіно» (Yoshino) перекинувся і затонув після зіткнення з крейсером «Касуґа» (Kasuga), загинуло 329 людей.
- 15 червня — американський пароплав «Генерал Слокум» (General Slocum) з 1388 пасажирами, переважно іммігрантами німецького походження, на борту згорів на Іст-Рівер в Нью-Йорку, США; Загинуло 1021 людей.
- 28 червня — данський пароплав «Нордж» (SS Norge) зазнав аварії на рифах Роколл, Шотландія. Загинуло 620 людей.

## Народились
Дивись також Категорія:Народились 1904
- 1 січня — Адамцевич Євген Олександрович, Український кобзар, віртуозний виконавець українських народних історичних пісень, автор Запорозького маршу (пом. 1972).
- 17 січня (4 січня за старим стилем) — Олесь Іванович Якимович, білоруський письменник радянської доби (пом. 1979).
- 18 січня — Кері Грант, американський актор (пом. 1986).
- 22 січня — Джордж Баланчин, американський хореограф, новатор балету (пом. 1983).
- 27 січня — Довгаль Олександр Михайлович, графік (пом. 1961).
- 30 січня — Комар Антон Пантелеймонович, фізик (пом. 1985).
- 1 лютого — Омеляновський Михайло Еразмович, філософ (пом. 1979).
- 2 лютого — Валерій Павлович Чкалов, російський льотчик-ас (пом. 1938).
- 3 лютого — Гео Коляда(справжнє ім'я Григорій Опанасович), поет (пом. 1941).
- 8 лютого — Іван Георгійович Спаський, український і російський історик-нумізмат, мистецтвознавець, музейник (пом. 1990).
- 8 лютого — Белза Ігор Федорович, історик культури, музикознавець, композитор, педагог (пом. 1994).
- 12 лютого — Мушак Юрій, перекладач, педагог, літературознавець (пом. 1973).
- 13 лютого — Гетьманич Данило Павлович Скоропадський, український політик і громадський діяч (пом. 1957).
- 21 лютого — Олексій Миколайович Косигін, радянський державний діяч (пом. 1980).
- 1 березня — Гленн Міллер, американський композитор, аранжувальник, тромбоніст (пом. 1944).
- 4 березня — Джордж Гамов, американський фізик-теоретик (пом. 1968).
- 4 березня — Нестеренко Олексій Олексійович, економіст, член-кореспондент НАН України (пом. 1997).
- 7 березня — Рейнгард Гейдріх, один з найвисокопоставленіших діячів Третього райху (пом. 1942).
- 19 березня — Марко Миколайович Вороний, український поет з когорти розстріляного відродження (пом. 1937).
- 20 березня — Беррес Фредерік Скіннер, американський психолог (пом. 1990).
- 22 квітня — Роберт Оппенгеймер, американський фізик німецького походження (пом. 1967).
- 6 травня — Харрі Мартінсон, шведський поет і прозаїк, лауреат Нобелівської премії з літератури (пом. 1978).
- 11 травня — Сальвадор Далі, іспанський художник-сюрреаліст (пом. 1989).
- 17 травня — Жан Габен, французький кіноактор (пом. 1976).
- 2 червня — Джонні Вайссмюллер, американський плавець (пом. 1984).
- 6 червня — Тетяна Іванівна Пельтцер, російська акторка театру і кіно (пом. 1992).
- 12 липня — Пабло Неруда, чилійський поет (пом. 1973).
- 14 липня — Айзек Башевіс Зінгер, американський письменник (пом. 1991).
- 28 липня — Павло Олексійович Черенков, радянський фізик, лауреат Нобелівської премії з фізики (пом. 1973).
- 3 серпня — Кліфорд Саймак, американський письменник-фантаст (пом. 1988).
- 7 серпня — Ральф Банч, американський дипломат, лауреат Нобелівської премії миру (пом. 1971).
- 8 серпня — Бірюзов Сергій Семенович, військовий діяч СРСР, Маршал Радянського Союзу, Герой Радянського Союзу, (пом. 1964).
- 8 серпня — Задніпровський Леонід Сергійович, український актор (пом. 1971).
- 18 серпня — Макс Фактор, американський косметолог, засновник парфумерної компанії «Max Factor» (пом. 1938).
- 21 серпня — Каунт Бейсі, американський джазовий піаніст, композитор (пом. 1984).
- 22 серпня — Ден Сяопін, лідер комуністичого Китаю (1973—1997 рр.) (пом. 1997).
- 26 серпня — Крістофер Ішервуд, англійський письменник (пом. 1986).
- 4 вересня — Крістіан-Жак, французький кінорежисер (пом. 1994).
- 14 вересня — П'єтро Джермі, італійський кінорежисер (пом. 1974).
- 29 вересня — Микола Олексійович Островський, російський письменник українського походження (пом. 1936).
- 1 жовтня — Володимир Самійлович Горовиць, американський піаніст-віртуоз українського походження (пом. 1989).
- 2 жовтня — Грем Грін, англійський розвідник, письменник (пом. 1991).

## Померли
Див. також Категорія:Померли 1904